# Llau de Salitó
La llau de Salitó és un barranc del terme de Sant Esteve de la Sarga, a la zona de Moror.
Es forma a 1.218 m. alt., als contraforts septentrionals del Serrat Alt del Montsec d'Ares, a llevant de la Picota dels Collars. Des d'allí baixa cap al nord-est fent amples revolts, paral·lel per llevant al Serrat dels Collars. Va a abocar-se en el barranc del Bosc a l'est de lo Grau.